# Вондроже
Вондроже (пол. Wądroże, нім. Wandritsch) — село в Польщі, у гміні Рудна Любінського повіту Нижньосілезького воєводства.
Населення — 149 осіб (2011).
У 1975-1998 роках село належало до Легницького воєводства.

## Демографія
Демографічна структура станом на 31 березня 2011 року:
|          | Загалом | Допрацездатний вік | Працездатний вік | Постпрацездатний вік |
| -------- | ------- | ------------------ | ---------------- | -------------------- |
| Чоловіки | 78      | 17                 | 49               | 12                   |
| Жінки    | 71      | 11                 | 40               | 20                   |
| Разом    | 149     | 28                 | 89               | 32                   |